# Mazandaraníes
Los mazandaraníes son un pueblo iranio que vive principalmente en la costa sureste del mar Caspio. Las montañas Elburz marcan el límite meridional de los pueblos mazandaraníes.

## Pueblo
La población de mazandaraníes está entre tres y cuatro millones (2006 est.) La religión predominante entre los mazandaraníes es el islam chiita.
Viven principalmente en la costa sureste del mar Caspio. Muchos de ellos viven como granjeros y pescadores. Están estrechamente relacionados con otros pueblos iranios de la meseta iraní. De hecho, el auge de la nueva ola de nacionalismo iranio en la historia moderna de Irán se asocia a la inspiración de la dinastía Pahlavi, una familia de origen mazandaraní. Durante este período esta ideología fue alimentada por los Pahlavis así como un renacimiento de las tradiciones iraníes preislámicas, reformas lingüísticas persas, etc.
Entre los mazandaraníes históricos notables se encuentran:
- Abu Jafar Muhammad ibn Jarir ibn Yazid ibn Kathir al-Tabari  (838-923), historiador y teólogo mazandaraní (el más famoso e influyente de las personas apellidadas "al-Tabari").
- Reza Pahlavi, Emperador de Irán (Persia) desde 1924 hasta 1941.
- Nima Yushij, poeta.
- Alí Larijani, político iraní y principal negociador nuclear.

## Idioma

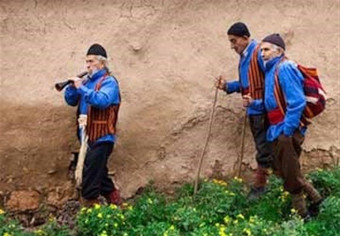
Gente de mazandaraní

El mazandaraní local, que pertenece a las lenguas iranias del noroeste, se habla entre estas gentes, y la mayor parte de los mazandaraníes hablan con fluidez tanto el dialecto mazandaraní como el persa estándar. Sin embargo, con el crecimiento de la educación y la prensa, la diferenciación entre el mazandaraní y otros dialectos iranios es probable que desaparezca. El mazandaraní está estrechamente relacionado con el gileki y los dos dialectos tienen vocabularios similares. Estos dos dialectos conservan más que el persa el sistema de declinación de sustantivo que era característico de los idiomas iranios más antiguos.
Borjan afirma que el mazandaraní tiene diferentes subdialectos y que existe una alta ininteligibilidad mutua entre varios subdialectos mazandaraníes. Raymond Gordon en Ethnolue hace una lista de ellos como Gorgani, Palani, etc. Sin embargo, los llama a todos dialectos.

## Grupos asimilados a los mazandaraníes
En la época safávida Mazandarán fue colonizado por emigrantes georgianos cuyos descendientes aún viven por toda Mazandarán. Aún muchas ciudades, pueblos y barrios de Mazandarán llevan el nombre de "Gorji" (esto es, georgiano) en ellos, aunque la mayoría de los georgianos ya han sido asimilados en la corriente principal de mazandaraníes. La historia del asentamiento georgiano se describe por Eskandar Beyg Monshi, el autor del siglo XVII Tarikh-e Alam-Ara-ye Abbasi, además muchos extranjeros, como Chardin y Della Valle, han escrito sobre sus encuentros con los mazandaraníes georgianos.